# Chersotis aragonensis
Chersotis aragonensis är en fjärilsart som beskrevs av Leo Schwingenschuss 1962. Chersotis aragonensis ingår i släktet Chersotis och familjen nattflyn. Inga underarter finns listade i Catalogue of Life.